# Nikołaj Mieszczeriakow
Nikołaj Kuzmicz Mieszczeriakow (ros. Николай Кузьмич Мещеряков; ur. 7 stycznia 1935 w Tokariowce, zm. 8 maja 2011 w Moskwie) – rosyjski biathlonista reprezentujący ZSRR. Największy sukces w karierze osiągnął w 1963 roku, kiedy wspólnie z Władimirem Miełanjinem i Walentinem Pszenicynem zdobył złoty medal w sztafecie podczas mistrzostw świata w Seefeld. Na tych samych mistrzostwach był też czwarty w biegu indywidualnym, przegrywając walkę o podium z Hannu Postim z Finlandii. Był także czwarty w sztafecie na mistrzostwach świata w Garmisch-Partenkirchen w 1966 roku. Nigdy nie wystąpił na igrzyskach olimpijskich. Nigdy też nie wystartował w zawodach Pucharu Świata.

## Osiągnięcia

### Mistrzostwa świata
| Rok  | Miejscowość            | Konkurencje | Konkurencje | Konkurencje | Konkurencje | Konkurencje | Konkurencje | Konkurencje |
| Rok  | Miejscowość            | IN          | SP          | PU          | MS          | RL          | MR          | SR          |
| ---- | ---------------------- | ----------- | ----------- | ----------- | ----------- | ----------- | ----------- | ----------- |
| 1963 | Seefeld in Tirol       | 4.          | nd.         | nd.         | nd.         | 1.          | nd.         | –           |
| 1966 | Garmisch-Partenkirchen | –           | nd.         | nd.         | nd.         | 4.          | nd.         | –           |